# Peter Harry Fuld

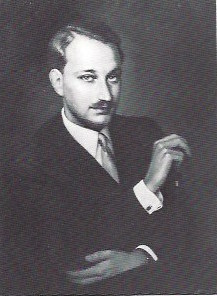
Fotografie des Stifters Peter Fuld, Aufnahme des Porträts eines Ölgemäldes von Bruno di Maio, Mailand

Peter Harry Fuld (* 12. Februar 1921 in Frankfurt am Main; † 21. März 1962 ebenda) war ein deutscher Mäzen. Er wurde bekannt durch die nach seinem testamentarisch geäußerten Willen errichtete Peter Fuld Stiftung.

## Leben
Peter Harry Fuld wurde 1921 in Frankfurt am Main als jüngster Sohn von  Ida Maria, einer Christin, und Harry Fuld, jüdischer Kaufmann, geboren.
Sein Vater gründete 1899 die Deutsche Privat Telefongesellschaft H. Fuld & Co. in Frankfurt, die Keimzelle der Tenovis, des heutigen Kommunikationsunternehmens Avaya. Er eröffnete ein neues Geschäftsfeld mit der Idee der Vermietung und Wartung von Telefonanlagen. Die Firma war erfolgreich und hatte bereits bei Ausbruch des Ersten Weltkrieges mehr als 2000 Mitarbeiter. Als Harry Fuld am 26. Januar 1932 starb, hinterließ er ein ansehnliches Vermögen und Gesellschaftsanteile am Familienunternehmen.
Bis 1939 lebte Peter Fuld bei seiner Mutter in Frankfurt. Er wurde von den Nationalsozialisten als Halbjude eingestuft. Aus Furcht vor Diskriminierungen und Verfolgung veranlasste ihn die Mutter, 1937 bis 1939 die Schule in St. Gallen (Schweiz) zu besuchen. Danach schrieb er sich an der Universität Cambridge, England, für ein Jurastudium ein. Aus dem Studium wurde nichts. Unmittelbar nach Kriegsbeginn, im September 1939, wurde Peter Fuld als deutscher Staatsangehöriger in das Internierungslager „Isle of Man“ interniert.  Vom Tennisplatz geholt, erzählte er: „Sie erlaubten mir nicht einmal, einen Koffer zu packen. Ich wurde auf ein Schiff gebracht und musste die gesamte Reise in meiner Tennishose durchstehen. Für keinen gab es ein Bett. Folglich schlief ich während der ganzen Überfahrt auf einem Tisch. Es war ein Erlebnis, das ich niemals vergessen werde.“ Im Juli 1940 verlegte man ihn nach Kanada. 1941 entschloss sich die kanadische Regierung, jüdischen Flüchtlingen den Besuch der landeseigenen Schulen und Universitäten zu gestatten. Am 17. November wurde Peter Fuld aus dem Internierungslager entlassen. Er begann an der Universität Toronto ein Doppelstudium: Zum einen wollte er den Titel eines „Bachelor of Arts“, zum anderen den eines „Bachelor of Law“ erwerben. Peter Fulds Leben blieb trotz seiner wiedergewonnenen Freiheit überschattet, weil er von seinen jüdischen Mitflüchtlingen und als Deutscher von seinen kanadischen Studienkollegen gemieden wurde. In Europa tobte der Zweite Weltkrieg. Das väterliche Vermögen in Deutschland schien durch die Arisierung der Firma zu dem Unternehmen „Telefonbau und Normalzeit Lehner & Co“ verloren; die Verbindung zur Mutter war abgerissen. Peter Fuld hatte während der Studienzeit die  kanadische Staatsbürgerschaft angenommen. Nachdem er sein Jurastudium mit dem „Bachelor of Law“ mit Auszeichnung 1945 abgeschlossen hatte, ging Peter Fuld nach England zurück. Wegen seiner Beteiligungen an britischen Unternehmen hatte er keine finanziellen Sorgen. Von dort nahm er wieder Kontakt mit Deutschland auf. Mit Hilfe des Londoner Anwalts und Freund Philip H. Hartley setzte er nach langwierigen und schwierigen Verhandlungen seine  geerbten Ansprüche auf das Familienunternehmen durch. Er erhielt 1951 seine Kommanditbeteiligung an der Telefonbau und Normalzeit zurück. Am 25. März 1957 heiratete er Frau Marina von Bernus. Das Paar lebte in London. Die Ehe blieb kinderlos und wurde 1961 geschieden. Die persönlichen Erfahrungen während seiner Studienzeit in Kanada und die Beobachtung der Schicksale farbiger Kommilitonen erweckte in Peter Fuld ein besonderes Mitgefühl für rassenmäßige Diskriminierung. Sensibilisiert für menschliches Leid, hat er im Nachkriegsengland vielen farbigen Flüchtlingen geholfen, um ihnen einen Bildungsabschluss zu ermöglichen. Schon 1959 erlitt Peter Fuld die ersten leichten epileptischen Anfälle. Sein Freund und Arzt Dr. Tarnesby vermutete sofort einen Gehirntumor. In London unterzog er sich einer Operation, dort entdeckte der Chirurg Dr. Kisock ein Gliom, das sich als bösartig und inoperabel erwies.
Peter Fulds gesundheitlicher Zustand hatte sich nach der Operation in London gebessert. Er musste sich dann im Oktober 1961 erneut in Frankfurt am Sankt-Marcus Krankenhaus einer Untersuchung unterziehen. Dort erholte er sich schnell. Sein Zustand war  zwischen Dezember und Januar 1962 fast normal, dann aber kam es zum plötzlichen Zusammenbruch. Er verstarb am 21. März 1962 in Frankfurt.

## Testamentarische Verfügung
Peter Fuld hatte mehrere Testamente gemacht. Das Testament vom 11. Juli 1961 entstand im Hinblick auf seine bevorstehende Scheidung. Spätere Gespräche mit seiner Familie, Freunden und seinem geschäftlichen Berater Dr. Hartley führten zu einem Nachtrag im Oktober. Nach Peter Fulds Tod kam es zu Streitigkeiten, welche Verfügungen nach den oben genannten verbindlich seien. Vor dem britischen Gerichtshof in London wurde nach dreimonatigen aufwendigen Verhandlungen mit vielen Zeugen 1965 die rechtliche Verbindlichkeit der erst verfassten Verfügungen vom 11. Juli und der Nachtrag vom 16. Oktober 1961 anerkannt. In seinem rechtskräftigen Testament hatte Peter Fuld laut Ziffer 10, Buchstabe (j) verfügt: „Ich weise meine Treuhänder an, dass die übrigen 12% an Philip Harry Hartley für den besonderen Zweck, welcher in Ziffer 17 angegeben ist, abgeführt werden sollen.“ In Ziffer 17 hieß es: „Was das Einkommen und Kapital anlangt, welches aufgrund von Ziffer 10 (j) Philipp Harry Hartley zustehen wird, so wünsche ich, dass er– ohne jedoch einen Trust zu gründen – diese Beträge verwendet zugunsten von Kindern oder jungen Menschen gemischten- farbigen- rassenmäßigen Ursprungs in Deutschland sowie zu Gunsten anderer Fälle, in denen junge Leute rassenmäßiger Diskriminierung ausgesetzt sind.“ Hartley entschloss sich, für die von Peter Fuld bestimmten Zwecke eine selbständige, gemeinnützige Stiftung in Frankfurt zu errichten. Das Stiftungsgeschäft wurde am 21. Mai 1969 beurkundet. Am 6. August 1969 erfolgte die Genehmigung durch den Hessischen Minister des Innern, ab 1972 die Anerkennung als gemeinnützige Körperschaft durch das Finanzamt Frankfurt/Main-Börse. Hartley, Testamentsvollstrecker und erster Vorstand der Peter Fuld Stiftung, kümmerte sich bis zu seinem Tod 1980 nicht nur um die geförderten Jugendlichen im Großraum Londons, sondern verschaffte dem Stifter  ein ehrendes Andenken mit dem von der Stiftung 1979 erworbenen Hausgrundstückes in Frankfurt am Main, Kennedyallee 55, dem „Peter Fuld Haus“.